# Za rok o tej samej porze
Za rok o tej samej porze – amerykański film tragikomiczny z 1978 roku na podstawie sztuki Bernarda Slade’a.

## Fabuła
Rok 1951. George, 27-letni żonaty księgowy z New Jersey i Doris, 24-letnia mężatka zajmująca się domem i dziećmi poznają się w sanatorium w północnej Kalifornii. Zakochują się, mimo to się rozstają. Postanawiają się co roku spotykać w tym samym hotelu, żeby spędzić razem weekend.

## Obsada
- Ellen Burstyn – Doris
- Alan Alda – George Peters
- Ivan Bonar – Pan Chalmers
- Bernie Kuby – Kelner
- Cosmo Sardo – Drugi kelner
- David Northcutt – Pilot
- William Cantrell – Pilot

## Nagrody i nominacje
Oscary za rok 1978
- Najlepszy scenariusz adaptowany – Bernard Slade (nominacja)
- Najlepsze zdjęcia – Robert Surtees (nominacja)
- Najlepsza piosenka – „The Last Time I Felt Like This” – muz. Marvin Hamlisch; sł. Alan Bergman, Marylin Bergman (nominacja)
- Najlepsza aktorka – Ellen Burstyn (nominacja)

Złote Globy 1978
- Najlepsza aktorka w komedii/musicalu – Ellen Burstyn
- Najlepsza piosenka – „The Last Time I Felt Like This” – muz. Marvin Hamlisch; sł. Alan Bergman, Marylin Bergman (nominacja)
- Najlepszy aktor w komedii lub musicalu – Alan Alda (nominacja)